# Baseina iela
La rue Baseina (letton : Baseina iela) est une rue de Liepāja en Lettonie.

## Situation et accès
Située dans le quartier Jaunliepāja, la Baseina iela commence à l'intersection avec Rīgas iela et se termine à l'intersection avec Rainiš iela, Atsľjėnieki iela et Oskaras Kalpaks iela. 
La longueur de la rue est d'environ 645 mètres.

## Origine du nom
Le nom Baseina iela vient du mot letton baseins, qui signifie « bassin » ou « piscine » et Beckenstraße, est la traduction de baseins en allemand.

## Historique
Nommée initialement « Rindzeles muižas iela » en 1910, son nom est raccourci en « Rindzeles iela » vers 1920. Elle prend son nom actuel en 1938, sauf pendant l'occupation allemande durant la Seconde Guerre mondiale, ou elle s'appelait « Beckenstraße ».